# 불꽃

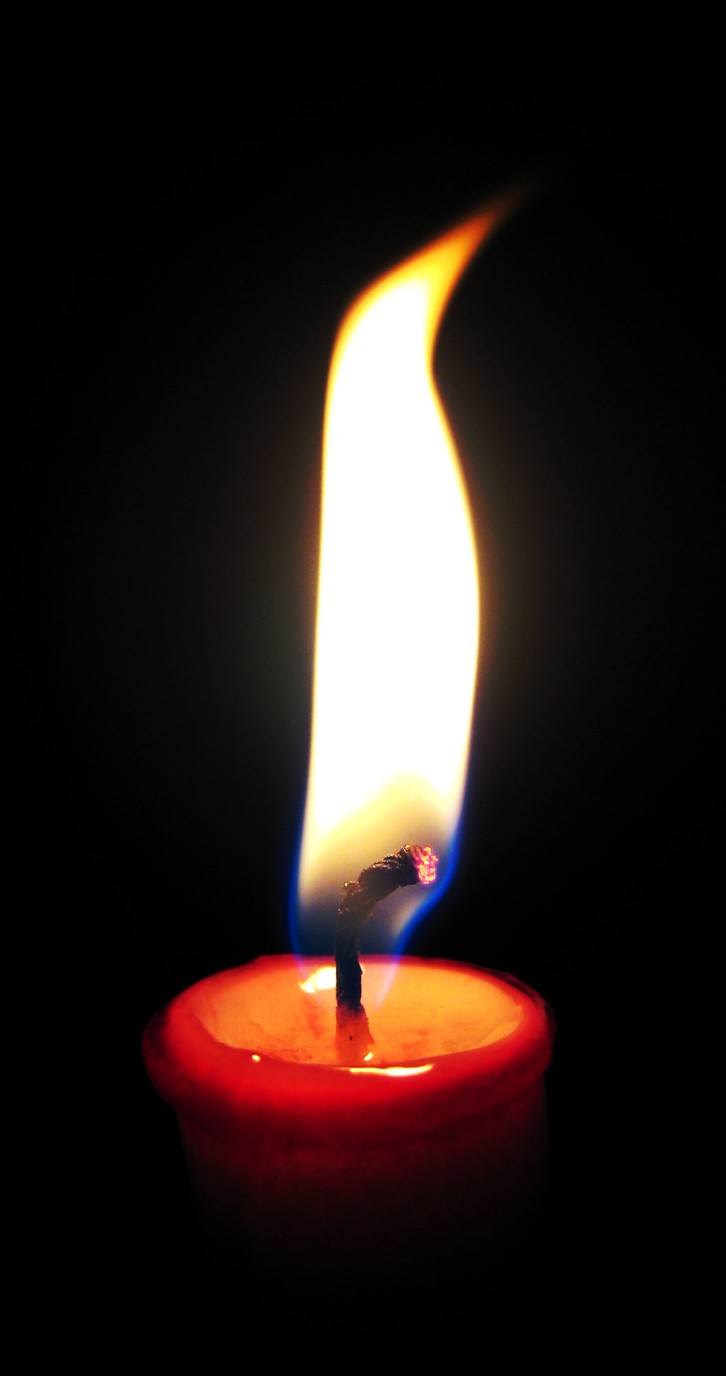
불꽃의 모습.

불꽃 또는 화염(火焰)은 불에서 보이는 부분, 기체가 빠르게 연소하면서 빛, 열을 발산하는 부분을 말한다. 발열 반응의 결과이다. 불꽃의 색깔과 온도에 따른 불꽃의 종류가 연료를 만들기 위해 사용된다.

## 같이 보기
- 불